# Clericalismo

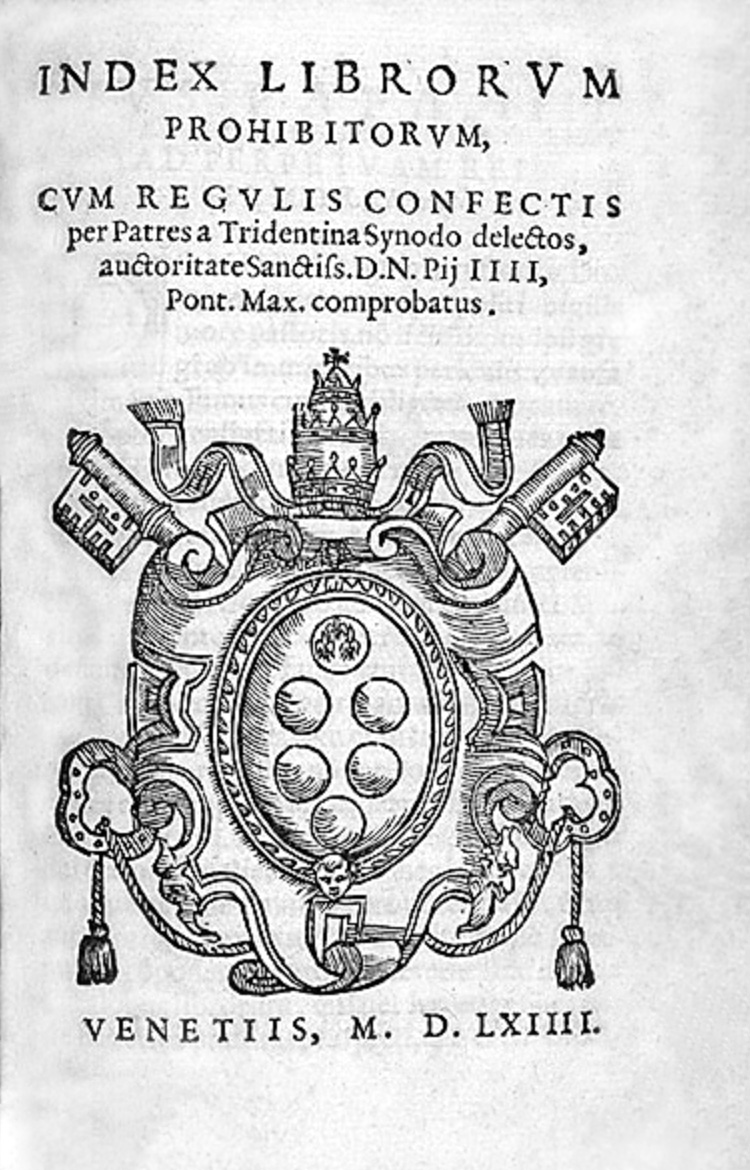
Index Librorum Prohibitorum.

El clericalismo es la doctrina que instrumenta una religión para obtener un fin político; defiende que el clero (de una sola religión considerada única y ortodoxa), que representa dicha única y absoluta religión, debe inmiscuirse en los asuntos públicos y profanos como un poder que los oriente, supervise y corrija conforme a sus dictados. Como tal, hizo surgir el anticlericalismo, modalidad de laicismo que sostiene la doctrina opuesta y la libertad de conciencia.

## Historia

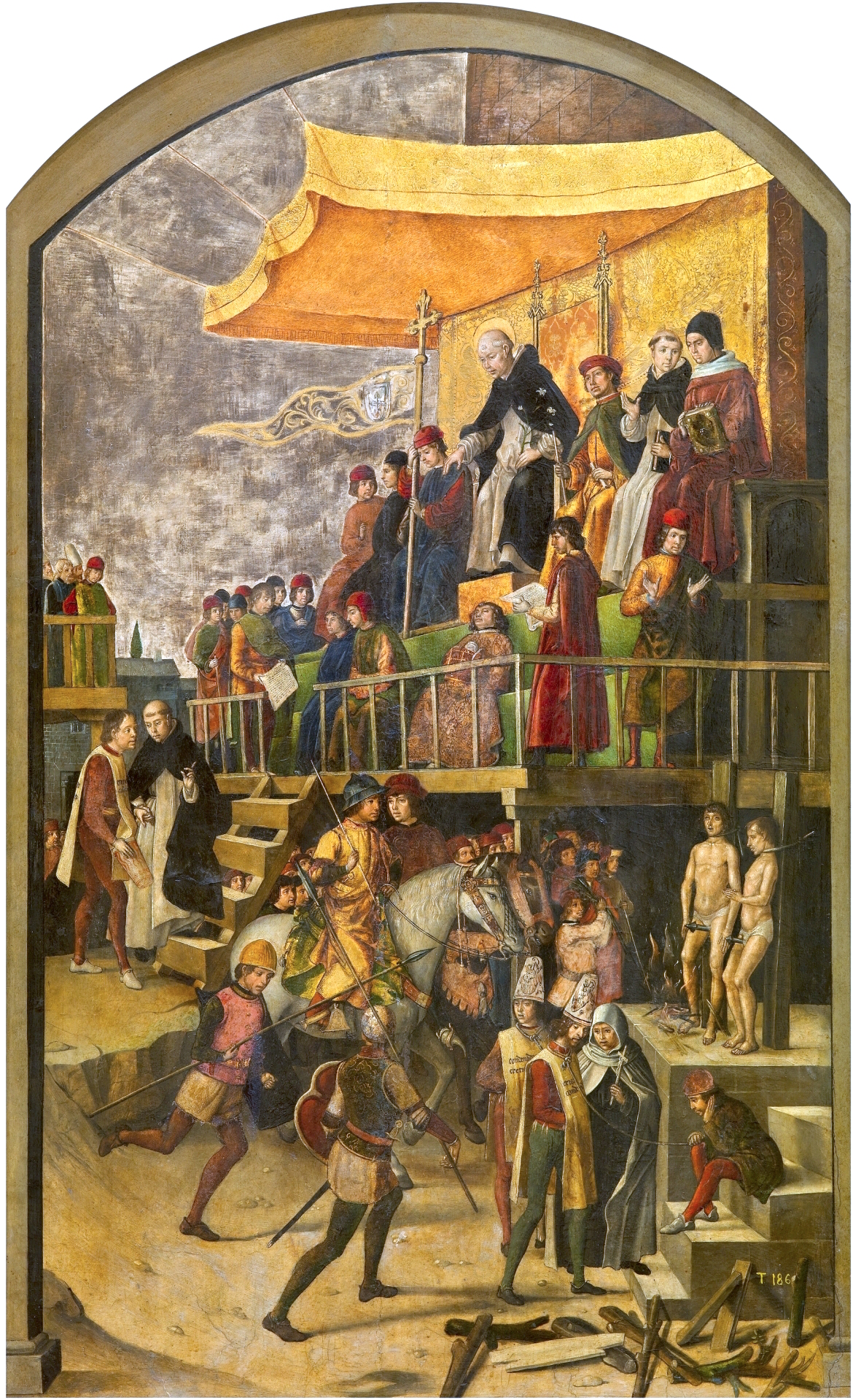
Auto de fe pintado por Pedro Berruguete en 1475.

El clericalismo es una conducta política que puede manifestar el clero de una religión, en un estado laico, para tratar de favorecer sus intereses institucionales y materiales e incrementar su poder. Es (como el militarismo) una manifestación de la politización excesiva de las fuerzas sociales (en este caso, de las fuerzas de las organizaciones religiosas), consecuencia de un bajo nivel de institucionalización política. Generalmente va acompañado de una actitud de hostilidad y rechazo hacia el estado laico, el cual aparece como promotor de la pérdida de posiciones de prestigio y hábitos tradicionales.
Muchas religiones han intentado usurpar el gobierno civil y dirigirlo mediante la modalidad de gobierno conocida como teocracia. En la India las religiones ástika. En Occidente, el fundador de la religión cristiana, Jesucristo, dejó ya sentado el principio de que "no se puede servir a dos señores" y de que había que "dar al César lo que es del César, y a Dios lo que es de Dios", que se puede interpretar como una separación lo espiritual de lo terrenal. A pesar de esto, luego de la legalización del cristianismo por emperador Constantino, permitió a líderes de la Iglesia cristiana acumular riquezas y poderes políticos; con los consiguientes intereses y ambiciones que hicieron que el llamado poder temporal, se identificara con el espiritual a través del llamado Cesaropapismo, el cual empezó a tomar forma cuando el emperador Teodosio en 380 hizo al cristianismo la religión oficial del imperio. Primaban las normas cristianas cuando éstas entraban en conflicto con las romanas y así san Jerónimo, a finales del siglo IV, sentaba el principio: Aliae sunt leges Caesaris, aliae Christi; aliud Papinianus, aliud Paulus noster praecepit (Unas son las leyes del César, otras las de Cristo, una cosa ordena Papiniano, otra nuestro Pablo). Fue san Agustín quien con mayor insistencia abordó las diferencias entre los iura fori (derecho del mundo) y los iura caeli (derecho del cielo) y llegó a escribir: "Es mayor mal que perezca un alma sin bautismo que el hecho de que sean degollados innumerables hombres, aun inocentes". El sistema estamental de la Edad Media identificó sin embargo poder militar y eclesiástico mediante la creación de órdenes militares. Subsistía, sin embargo, el mensaje original de Jesucristo y su eticidad, apoyado por interpretaciones legitimistas como la de san Francisco de Asís o tomadas como heréticas tales las de John Wycliff, Jan Hus y otros, hasta que en Europa un lento proceso de secularización, fundado en esos precedentes e iniciado con el Humanismo del Renacimiento y la Reforma, fue separando cada vez más a la Iglesia del Estado, incluso ya en la Edad Media cuando los gibelinos tomaron posición contra la asunción de un poder excesivo por parte del Papa y su intromisión en los asuntos políticos y económicos. Los clericales reaccionaron valiéndose, para mantener el control ideológico de Europa, del Index librorum prohibitorum o Índice de libros prohibidos y de una institución represora con potestad de condenar a muerte, el tribunal de la Inquisición, creado para investigar y combatir la herejía albigense o cátara en 1229. En 1231 la nueva institución poseía ya un ropaje jurídico que fue aprobado por el papa Gregorio IX en febrero del mismo año con la bula Excommunicamus, quedando bajo el control directo del papa y la Orden de Predicadores o de padres dominicos.

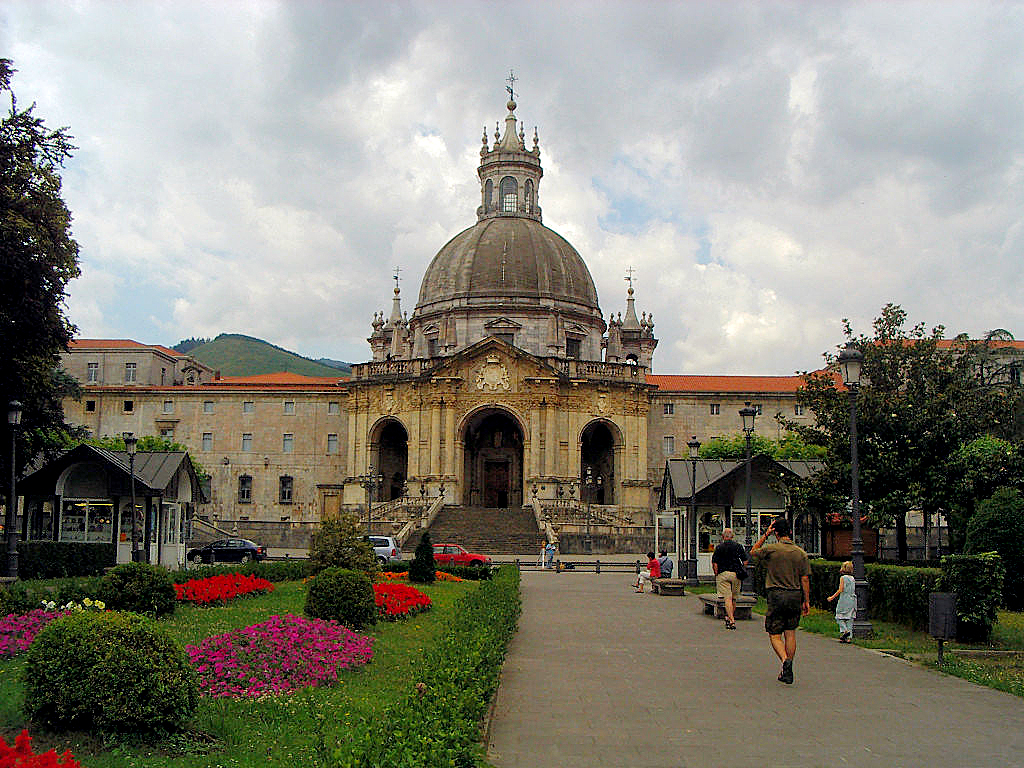
Basílica de Loyola, lugar de donde era natural San Ignacio, fundador de la Compañía de Jesús.

Debido la Reforma protestante y a la de los filósofos del Humanismo, del Racionalismo, del Empirismo y de la Ilustración, la Inquisición fue desapareciendo progresivamente de las diversas naciones de Europa y la libertad de pensamiento fue esparciéndose contra las doctrinas ultramontanas del Clericalismo, que asumían el Papa y la Compañía de Jesús principalmente, y que se mostraban poco beneficiosas para la naciente burguesía desde un punto de vista meramente económico al no permitir desamortizaciones de los improductivos bienes de manos muertas que representaban las enormes riquezas en poder de la Iglesia Cristiana. Los jesuitas fueron expulsados de diversas naciones europeas en el siglo XVIII y la enseñanza se secularizó poco a poco desde la Revolución francesa (1789) a través de diversas revoluciones burguesas (1820, 1830, 1848); clericales como el padre Augustin Barruel hablaron de una que bautizó como "Conspiración de los filósofos" de la Ilustración para desarmar a la Iglesia en obras como Mémoires pour servir à l'histoire du jacobinisme (Hambourg, 5 vol., P. Fauche, 1798-1799) que llegaron a tener una enorme influencia; pero se trataba del signo de los tiempos: las desamortizaciones desnudaron a la iglesia de su tremendo poder económico; las iglesias nacionales promovían el regalismo frente al poder central del papa y los eclesiásticos dejaron de aparecer poco a poco por las cámaras de diputados. Eso no ocurrió en, por ejemplo, religiones teocráticas como la Islámica (lo que no quiere decir que no existan facciones fundamentalistas partidarias de un mayor poder e intervencionismo del clero en el estado islámico) o el Budismo tibetano.

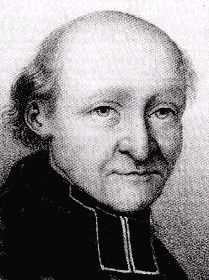
Augustin Barruel.

El clericalismo moderno renació en Italia cuando el papa Pío IX (1846-1878) promulgó su Syllabus (1864) considerándose prisionero del recién nacido estado italiano; en él condenaba todo aspecto del Liberalismo y del Modernismo dando vida a los movimientos del Catolicismo intransigente que rechazaban reconocer el nuevo Reino de Italia. La Iglesia católica, refractaria a constatar su real pérdida de prestigio ideológico y de poder en este mundo (el llamado "poder temporal"), reaccionó cerrándose en una doctrina integrista, ultramontana y fundamentalista y defendiendo doctrinas políticas que promovían la restauración del Antiguo Régimen en distintos países como el Carlismo en España; entre otras cosas, eso provocó la ejecución del arzobispo de París Georges Darboy por la Comuna el 24 de mayo de 1871. Con la encíclica Rerum novarum ("Sobre las nuevas cosas") del papa León XIII (1891), la Iglesia católica mostraba su poco entusiasmo por la democracia y afirmaba que las clases y la desigualdad constituyen rasgos inalterables de la condición humana, como son los derechos de propiedad. Abominaba en este escrito por igual del capitalismo y del socialismo, y creó con ello una tercera vía de la que nació una doctrina política integrista que inspiró los partidos de la Democracia Cristiana y los llamados Sindicatos católicos, al lado de otros movimientos reaccionarios como el Realismo o la Acción Católica en Francia; con todos estos órganos los eclesiásticos podían así influir en la sociedad, pero su escaso poder real los obligó a aliarse fatalmente con el nacionalismo produciendo el llamado fascismo clerical o nacional catolicismo, lo que derivó en regímenes autoritarios y represivos como el Estado Novo del dictador portugués Antonio de Oliveira Salazar o el de Engelbert Dollfuss en Austria, y en Hispanoamérica el llamado nacionalismo católico que dio lugar por ejemplo a la legitimación del golpe de Estado en Argentina por parte de José Félix Uriburu, y repercutió al cabo en acciones nada conformes a los derechos humanos: el sacerdote eslovaco Jozef Tiso, al frente de un gobierno títere de los nazis (Primera República Eslovaca) entre 1939 y 1945, se mostró antisemita y condujo al exterminio a miles de judíos y fue ejecutado en 1947 por crímenes de guerra y lesa humanidad en Bratislava. Al estallar la Guerra Civil en España, los clericales de toda Europa sin excepción apoyaron al nacionalista rebelde y antidemocrático Francisco Franco, así como la mayor parte de los obispos españoles (salvo el cardenal Francisco Vidal y Barraquer), con la única excepción del filósofo francés Jacques Maritain, representante del humanismo cristiano. Tras la guerra, Franco ejecutó entre 1939 y 1943 un genocidio de más de 100.000 personas, muchas de ellas católicas, algo que la mayor parte de la Iglesia Católica consintió de pleno, ya que se aprovechó ampliamente de los beneficios económicos que le otorgó el dictador convirtiéndose en una de las bases del régimen. En Croacia, la fusión de nacionalismo y clericalismo del dictador títere nazi Ante Pavelić quemó iglesias ortodoxas y sinagogas y provocó cientos de miles de muertos, muchos de ellos sacerdotes ortodoxos serbios o serbios que no quisieron convertirse al catolicismo, además de judíos, gitanos y partisanos comunistas. En la Francia ocupada, por el contrario, la mayor parte de los judíos recibió alguna protección de la iglesia católica, pero el clerical régimen de Vichy se mostró mucho más tibio que ella con los judíos.

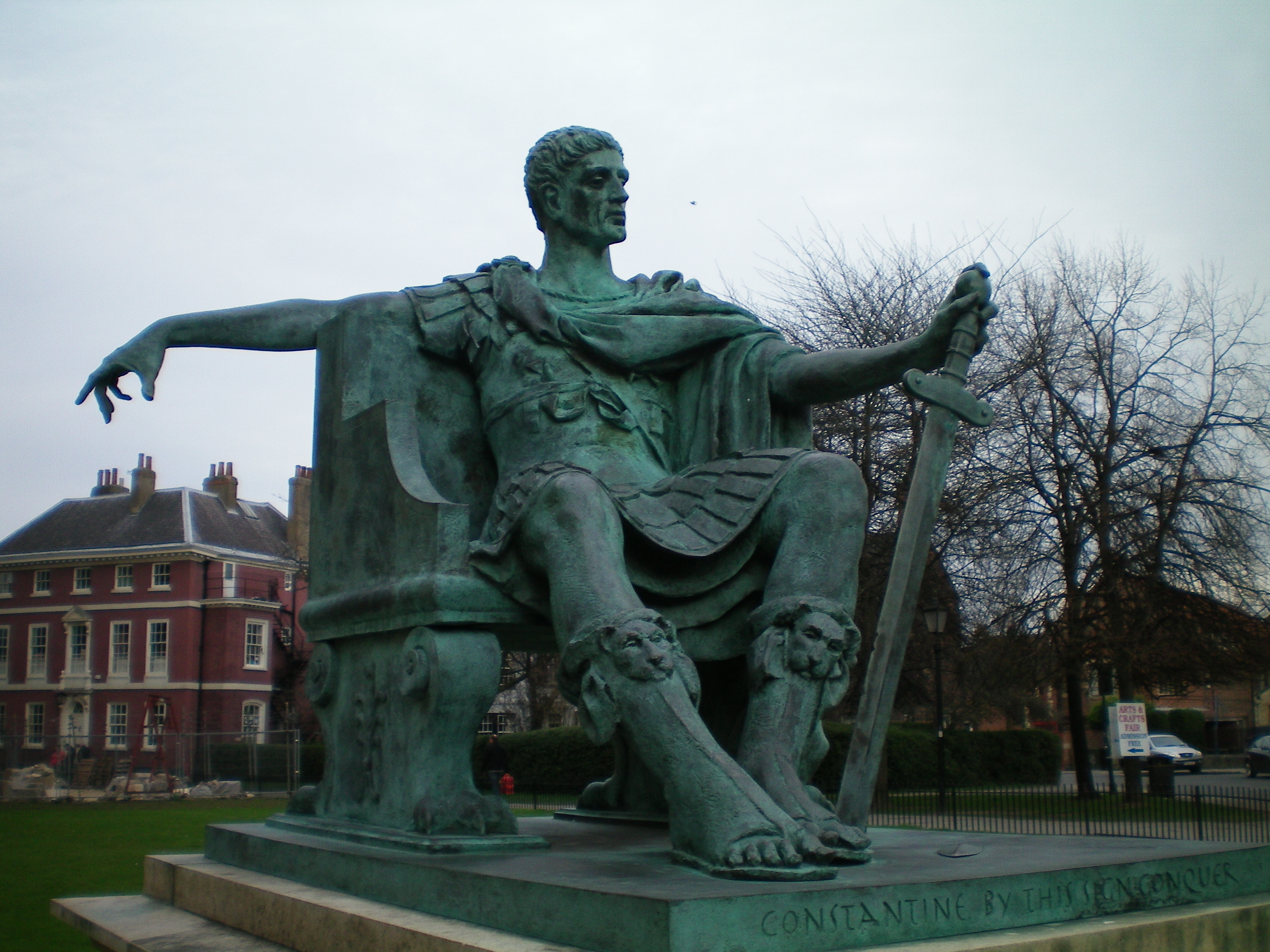
Estatua de Constantino en York, ciudad donde fue proclamado emperador.

Por otra parte, se consolidó un integrismo protestante con la Identidad Cristiana o el Christian Reconstructionism en los Estados Unidos o las formas militantes del fundamentalismo islámico, politizado sobre todo a partir de la publicación en 1970 del libro del ayatolá Jomeini Velayat-e faqih (en persa: ولایت فقیه‎, Gobierno islámico en español), probablemente el más influyente documento escrito en los tiempos modernos en pro de la Teocracia. O el nacionalismo hindú militante de la India (Rastriya Swayamsevak Sangh y Bharatiya Janata Party)

## El clericalismo en España

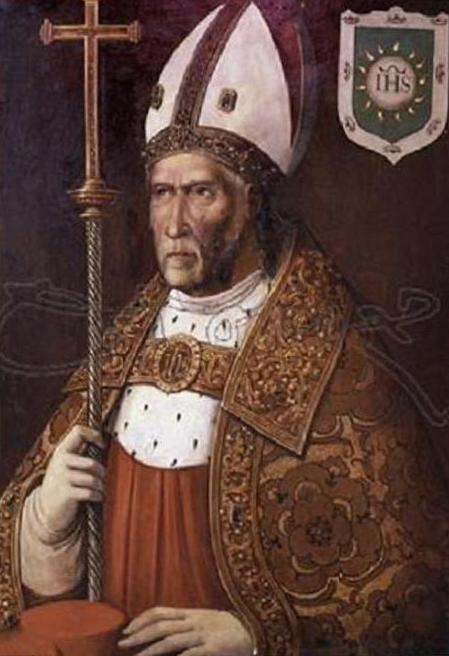
Retrato de Juan Martínez Silíceo, arzobispo de Toledo,
por Francisco de Comontes, gran defensor de los estatutos de limpieza de sangre.

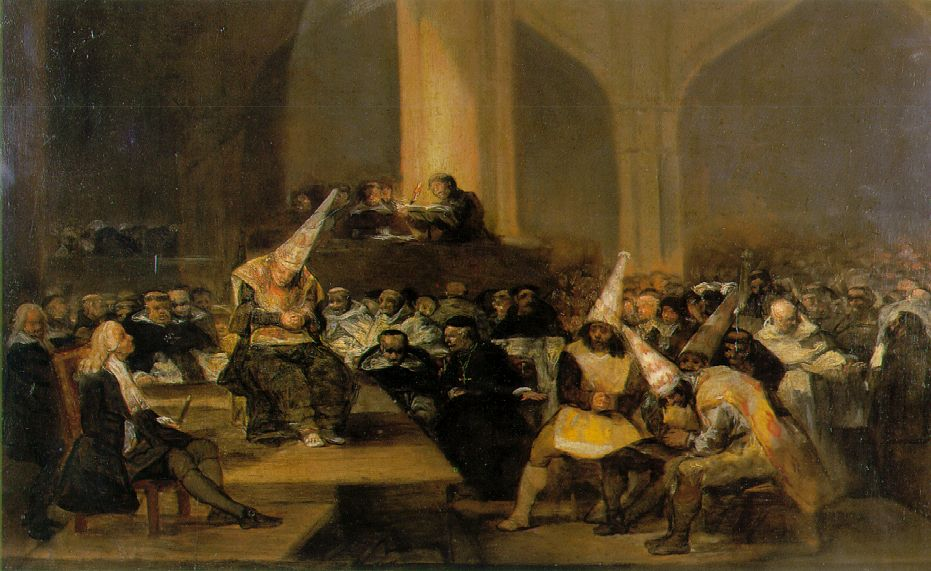
Cuadro de Goya.

La Inquisición tuvo un gran papel en España en los siglos XV, XVI y XVII al permitir vertebrar un país muy heterogéneo en torno a una sola religión, la católica, pero su dominio fue excesivo al extenderse hasta principios del siglo XIX y se pagó el precio del atraso científico, económico y político y el de la exclusión de lo que Marcelino Menéndez Pelayo llamó heterodoxos españoles: judíos, moriscos, protestantes evangélicos o calvinistas, erasmistas, ilustrados, liberales, krausistas, librepensadores, científicos, evolucionistas y socialistas.
La dinastía de los Austrias, gran defensora del cesaropapismo hasta su derrota definitiva con la Paz de Westfalia, desangró económicamente a España empezando ruinosas y genocidas guerras de religión como la de los Treinta Años y la de los Ochenta Años, creando entre tres y cuatro millones de muertos en los estados europeos implicados de un total de diecisiete millones, y aisló a España de la intelectualidad universitaria europea desde el comienzo del reinado de Felipe II con una férrea censura inquisitorial e impidiendo que los estudiantes de sus reinos fueran a universidades europeas no controladas por la iglesia: solo se permitió a Bolonia y a Coímbra.
Buscando la pureza clerical, la iglesia admitió la segregación racial cuando el antisemita nuevo arzobispo primado de Toledo, nombrado en 1546, Juan Martínez Silíceo, que se sentía muy orgulloso de ser un cristiano viejo, se opuso al nombramiento de un converso -cuyo padre había sido condenado por la Inquisición- para una canonjía vacante de la catedral. Silíceo logró que el papa revocara el nombramiento —en una carta le dijo que si se le admitía convertiría la sede toledana en una "nueva sinagoga"— y generalizó los estatutos de limpieza de sangre que marginaban las posibilidades laborales de cualquier converso de origen judío o morisco no solo en la jerarquía religiosa, sino en la administración del reino; solo los jesuitas no tuvieron demasiado en cuenta esta limitación. Por otra parte, el excesivo poder de la Inquisición española, con ayuda de la censura, condujo a la extensión generalizada de la hipocresía y de la corrupción moral, de suerte que hasta un reaccionario como Juan Pablo Forner pudo escribir en su soneto "Madrid" lo siguiente a fines del siglo XVIII:
Aquí la religión, zagal, reposa / rica en ofrendas, fértil en altares; / en las calles los hallas a millares; / no hay portal sin imagen milagrosa. / Y por que más la devoción entiendas / de este piadoso pueblo, a cada mano / ves presidir los santos en las tiendas. / Y dime, Coridón, ¿es buen cristiano / pueblo que al cielo da tantas ofrendas? / Eso yo no lo sé, cabrero hermano.
Grandes figuras del humanismo cristiano como León de Arroyal fueron desoídas y marginadas. Muy al contrario, hubo grandes figuras de polemistas que defendieron los puntos de vista clericales del abate Barruel, primero contra los ilustrados y después contra sus sucesores los liberales, paralizando el progreso material, social y político del país, siempre sacrificado por un hipotético progreso espiritual. Lorenzo Hervás y Panduro, por ejemplo, escribió unas Causas de la revolución francesa. Fray Fernando de Ceballos y Mier fue un auténtico martillo de herejes, y escribió La falsa filosofía, crimen de Estado en seis abultados volúmenes que logró publicar hasta que se le amordazó cuando amenazaba con el séptimo tomo (1774) contra "ateológicos, naturalistas, deístas, libertinos, espíritus fuertes y freethinkers". A estas obras cabe añadir Juicio final de Voltaire, Insania o demencias de los filósofos confundidas por la sabiduría de la cruz. El padre Rafael de Vélez escribió Preservativo contra la irreligión o los planes de la filosofía contra la religión y el Estado, realizados por la Francia para subyugar a la Europa, seguidos por Napoleón en la conquista de España, &c., cuyas primeras ediciones aparecieron en 1812 (Cádiz) y 1813 (Madrid); fue muy reimpreso; a la vuelta de Fernando VII en 1814 compuso la Apología del Altar y del Trono (1818), donde defendía la mutua alianza de ambas instituciones contra los liberales. Tras el Trienio Liberal aún compuso unos Apéndices a las Apologías del Altar y del Trono (Madrid 1825). El dominico Francisco Alvarado, más conocido por su pseudónimo "el Filósofo Rancio" escribió diversas Cartas en defensa del integrismo, y también destacaron en estos respectos escritores como Agustín de Castro o Nicolás Díaz "el Setabiense". El Plan de estudios del clerical Francisco Tadeo Calomarde intentó restablecer las cosas de antaño y la Universidad de Cervera proclamó aquello tan famoso de "Lejos de nosotros la funesta manía de pensar". Numerosos clérigos, como por ejemplo el canónigo Vicente Manterola, atizaron las guerras civiles del XIX formando partidas para apoyar al Carlismo cuyo lema era "Dios, Patria y Fueros" en las guerras civiles carlistas, y encontraron entusiastas apologetas en pensadores como Juan Donoso Cortés en su Ensayo sobre el catolicismo, el liberalismo y el socialismo (1851). Contra estos se levantaron sin embargo otros, los católicos liberales o Neocatólicos, liderados por fray Ceferino González. 

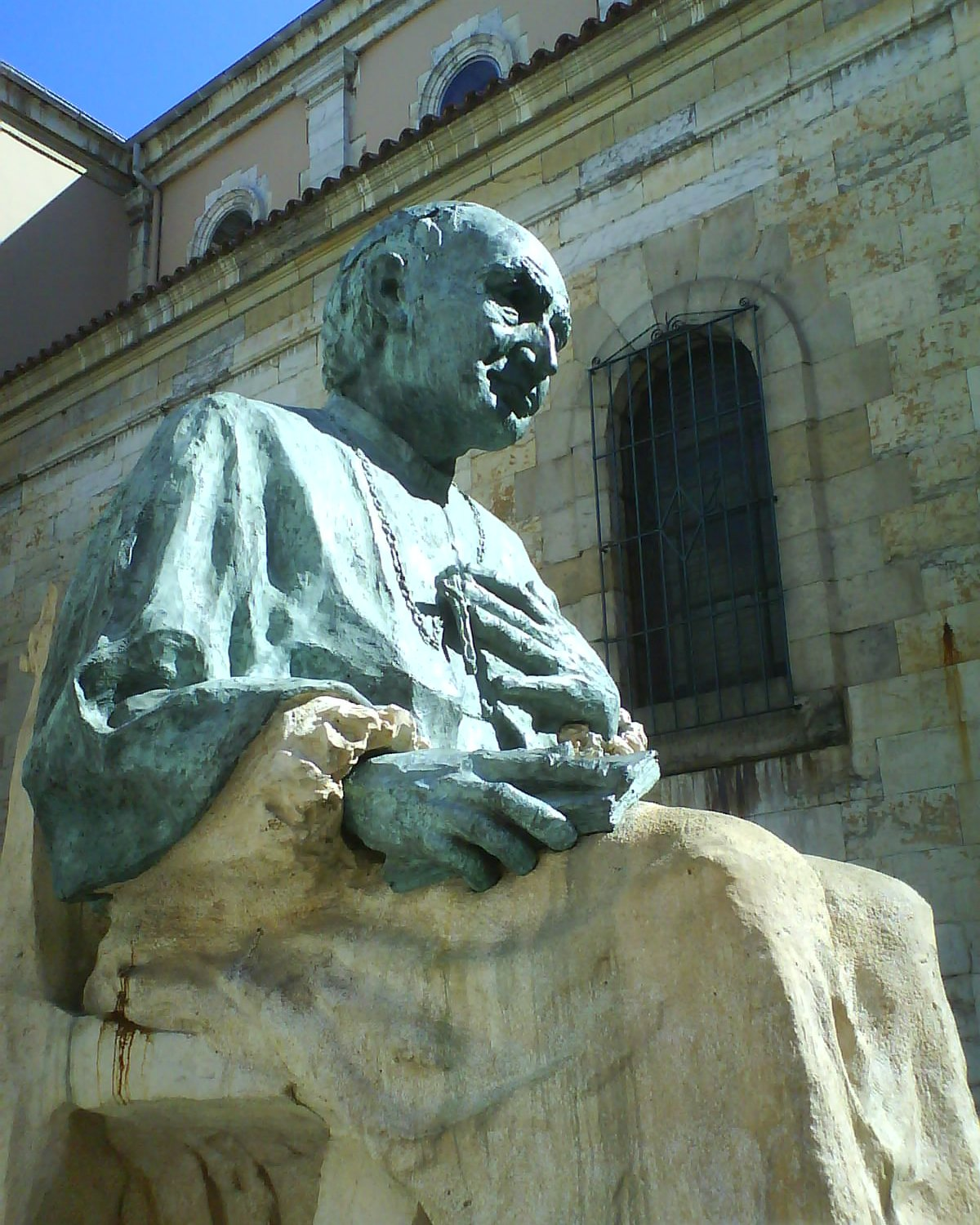
Estatua del cardenal Herrera Oria en Santander (Cantabria).

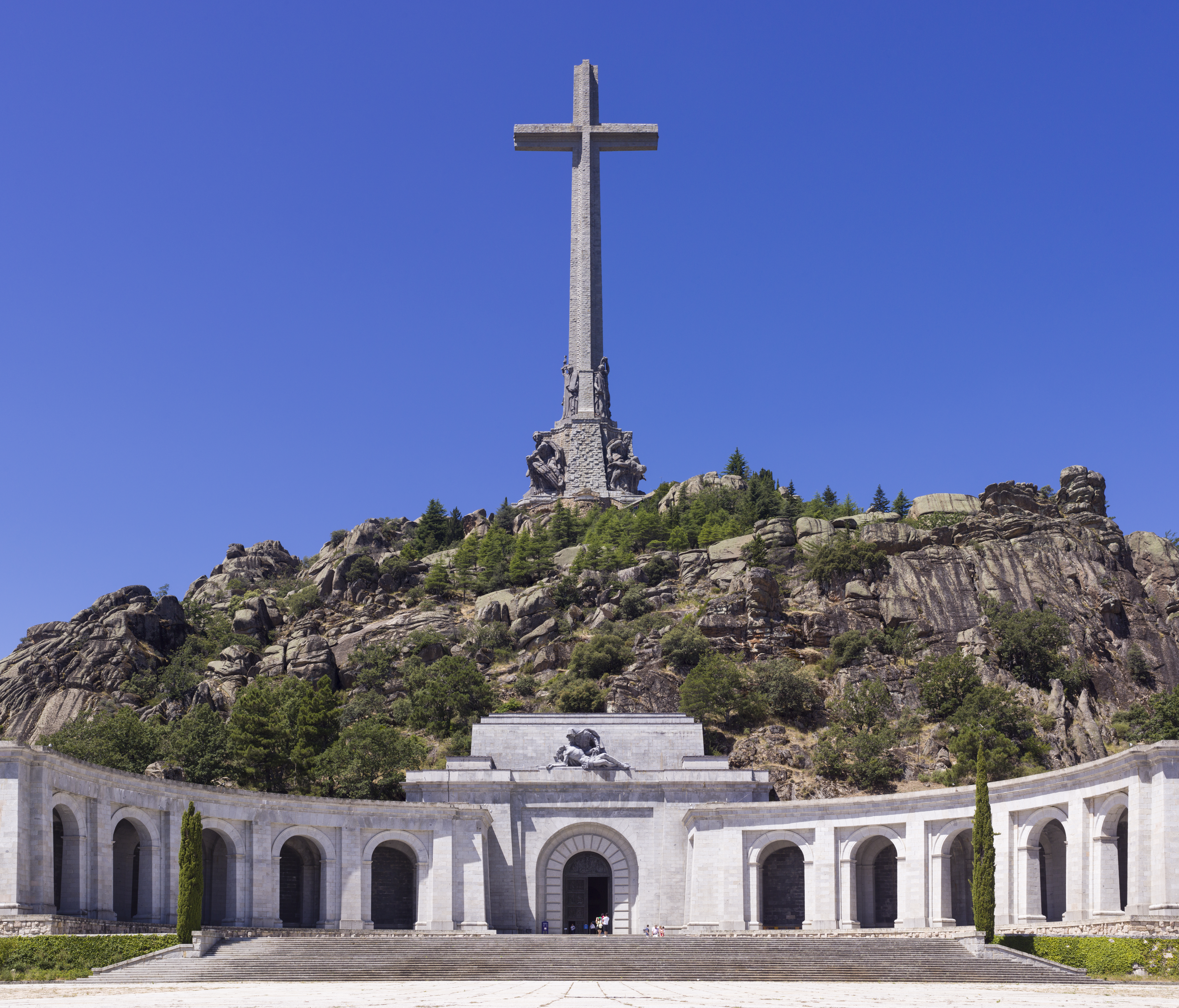
Vista del monumento al Valle de los Caídos en la Guerra Civil

Después de haberse aliado con la monarquía y el carlismo en el siglo XIX para defender sus prerrogativas, en el siglo XX los clericales se sintieron amenazados por el krausismo, el socialismo y el comunismo (y sobre todo por la extensión generalizada de la educación laica por parte de la República) y se reforzaron apoyándose además en el nacionalismo español y el fascismo. En el siglo XX, y sobre las bases de las asociaciones de antiguos alumnos de escuelas católicas (por ejemplo los luises, que sirvieron al padre Ángel Ayala para crear en 1909 la Asociación Católica Nacional de Propagandistas y su órgano de prensa, El Debate, 1911), que controlaría después la posterior Acción Católica (creada por Pío XI en 1922), anticiparía la politización de la iglesia que advendría con los cuadros creados en 1931 por el Cardenal Ángel Herrera Oria; este aparato se apoyaría en la quema de iglesias de la Segunda República para declarar la guerra civil española y denominarla Cruzada, en la que también destruyeron el culto evangélico protestante. Los anticlericales incontrolados aprovecharon este incentivo suministrado por la Iglesia para asesinar a numeroso clero secular y regular. Tras la guerra civil española, los cuadros presididos por Herrera Oria intentaron por todos los medios (por ejemplo, a través de la Escuela de Periodismo de la Iglesia creada en 1960 o la Editorial Católica y la fundación del periódico procatólico Ya, de la cadena de emisoras de radio COPE y del Instituto Social Obrero) crear una Democracia Cristiana, proyecto fracasado a causa de la misma naturaleza de la dictadura y la vinculación ideológica de la iglesia al régimen del general Franco. 
Prevaleciéndose del nombramiento de la Guerra Civil como una cruzada, a pesar de la división de la Iglesia, se dio nacimiento al Nacionalcatolicismo o lo que el historiador Hugh Trevor-Roper ha definido como Fascismo clerical, ideología que impregnó sobre todo los primeros veinte años de la Dictadura de Francisco Franco. La Ley de Principios del Movimiento Nacional, vigente hasta 1976, decía en su artículo dos:
La nación española considera como timbre de honor el acatamiento de la ley de Dios, según la doctrina de la Iglesia católica, apostólica y romana, única verdadera y fe inseparable de la conciencia nacional, que inspirará su legislación.
Los obispos hicieron marchar bajo palio a un caudillo militar que ganó para ellos una guerra consagrada por Roma como "cruzada cristiana"; desde entonces el Estado debe cargar con el sostenimiento de esa confesión sobre la base de que la totalidad de España es católica. Los 30.000 protestantes españoles fueron perseguidos e incautadas las propiedades de sus pastores. La sociedad de posguerra se fue recristianizando con movimientos como el Opus Dei, los Legionarios de Cristo, el Camino Neocatecumenal, la Obra de María (focolares) y Comunión y Liberación (CyL), favorecidos de forma exclusiva por el poder y sus leyes, mientras por otro lado la iglesia, privada de su ascendiente moral con esta toma de partido a favor de los adinerados, los poderosos y los vencedores, con los que se identificaba, ocupando los puestos de poder que se les ofrecían en política, judicatura y enseñanza principalmente, mediante mecanismos de segregación más o menos visibles, perdía su ascendiente entre los pobres con orgullo y hacía descender drásticamente el número de vocaciones, mientras España se volvía sociológicamente cada vez más laica. Sin embargo, el escándalo causado por el oscurantismo clerical y la complicidad episcopal en cuestiones como la pederastia y las inmatriculaciones que facilitaban la incautación sin control ni registro por parte de la Iglesia de bienes comunales o pertenecientes al estado, obligó a la iglesia a "reformarse" e incluso el presidente de la Conferencia Episcopal Española Ricardo Blázquez llegó a declarar en 2018 que el clericalismo
Nace de una visión elitista y excluyente de la vocación, que interpreta el ministerio recibido como un poder a ejercitar más que como un servicio gratuito y generoso a ofrecer; y esto conduce a la pretensión de pertenecer a un grupo que posee todas las respuestas y no tiene necesidad de escuchar y aprender nada o fingir escuchar. 
Pero lo que hacía era citar al pie de la letra palabras del papa Francisco en el Sínodo del clericalismo de 2018.